# Borys Chambul
Borys Chambul, född 17 februari 1953, är en friidrottare från Kanada. Han deltog vid olympiska sommarspelen 1976.